# Postai és Távközlési Igazgatások Európai Értekezlete
A CEPT (European Conference of Postal and Telecommunications Administrations) a Postai és Távközlési Igazgatások Európai Értekezlete.
A CEPT 1959-ben jött létre és eredetileg 19 olyan ország alapította, ahol egyetlen állami tulajdonú vállalat monopóliummal rendelkezett a postai vagy a távközlési szektorban. Akkoriban a CEPT tevékenységi köre kiterjedt a kereskedelmi, működési, szabályozási és technikai szabványosítási együttműködés kérdéseire. 1992 óta a viszont kizárólag olyan szabályozási természetű kérdésekkel foglalkozik, amelyek a postai és távközlési szektort érintik. A szervezet jelenleg 48 tagot számlál (2022. március 17-én oroszország és Fehéroroszrszág tagsága felfüggesztésre került), Magyarország 1990-ben csatlakozott.

## Célja
A Postai és Távközlési Igazgatások Európai Konferenciája (CEPT) egy olyan szervezet, ahol Európa 46 országának politikai döntéshozói és szabályozói együttműködnek a távközlési, rádióspektrum- és postai szabályozás harmonizálása érdekében, hogy javítsák a hatékonyságot és a koordinációt az európai társadalom javára.
A CEPT az európai országok önkéntes szövetsége.
Az európai posta- és távközlési piac dinamikus piacának megteremtésére irányuló munkája eredményes koordinációjával nagyobb hatékonyságot kíván elérni.
A CEPT alapvető célkitűzései a tagállamok közötti kapcsolatok erősítése, az együttműködés előmozdítása és hozzájárul az európai postai és hírközlési szakterületeket érintő, dinamikus piac megteremtéséhez.

## Szervezeti felépítés[1]
A CEPT három önálló üzleti bizottságon keresztül végzi munkáját.
- Az Európai Postai Szabályozói Bizottság (CERP)
- Az Elektronikus Hírközlési Bizottság (ECC – European Communications Committee)
- Com-ITU (Az ITU-Politikai bizottság)

E bizottságok elnökei alkotják a szervezet elnökségét, a dániai Koppenhágában működő Központi Iroda, az ECO (Európai Kommunikációs Iroda) támogatásával.

### Az Európai Postai Szabályozói Bizottság (CERP)
Az Európai Postaszabályozási Bizottság (CERP - European Committee for Postal Regulation) felelős a postai szabályozásért, valamint az koordinációjáért az Európai Unióban és az Egyetemes Postaszövetség üléseinek előkészítéséért.

### ITU-Politikai bizottság (Com-ITU)
A Com-ITU (Committee for ITU Policy) felelős a CEPT-akciók koordinációjának megszervezéséért a Tanács, a Meghatalmazotti Konferenciák, a WTDC, a WTSA és egyéb értekezletek előkészítése és során az ITU tevékenységei során.

### Az Elektronikus Hírközlési Bizottság (ECC)
Az ECC (European Communications Committee) mérlegeli és kidolgozza az elektronikus hírközlési tevékenységekre vonatkozó politikákat európai összefüggésben, figyelembe véve az európai és nemzetközi jogszabályokat és szabályozásokat.
Közös rendeleteket és szabályozásokat dolgoz ki az elektronikus kommunikáció területén Európában, a spektrumhasználattal kapcsolatos információkra összpontosítva.
Elsődleges célja a rádióspektrum, a műholdpályák és a számozási erőforrások hatékony felhasználásának harmonizálása Európa-szerte. Ezenkívül közös javaslatokat készít az európai érdekek képviseletére az ITU-ban és más nemzetközi szervezetekben.
Magát az ECC-t munkacsoportok és projektcsoportok támogatják, amelyek szakértői szabályozási és műszaki tanulmányokat és konzultációkat végeznek, hogy tájékoztassák az ECC politikáját, és elkészítsék az általa jóváhagyott eredményeket. Az ECC két fő kimenete a „határozatok” és „ajánlások” a főbb harmonizációs kérdésekről.
Az ECC megközelítése stratégiai, nyitott és előremutató, és a tagországok közötti konszenzuson alapul. Együttműködik az összes érdekelt féllel, az Európai Bizottsággal és az ETSI-vel, hogy megkönnyítse a társadalom javát szolgáló technológiák és szolgáltatások nyújtását.

### Európai Kommunikációs Hivatal (ECO)
Az Európai Kommunikációs Hivatal (ECO - European Communications Office) tanácsot és támogatást nyújt a CEPT-nek, hogy segítse politikáit és döntéseit hatékony és átlátható módon kialakítani és megvalósítani.
Feladatai:
- olyan szakértői központ létrehozása, amely fókuszpontként működik, azonosítva a postai és elektronikus hírközlés területén a problémás területeket és új lehetőségeket, és ennek megfelelően tanácsot ad a CEPT elnökségének és a bizottságoknak
- hosszú távú tervek kidolgozása az elektronikus hírközlés által felhasznált szűkös erőforrások jövőbeni európai szintű felhasználására
- adott esetben a nemzeti hatóságokkal való kapcsolattartás
- a nemzeti frekvenciagazdálkodási hatóságok támogatása és együttműködése
- konzultációk lefolytatása meghatározott témákban vagy a frekvenciaspektrum egyes részeiről
- a CEPT-dokumentumok (határozatok és ajánlások) közzététele és végrehajtásuk nyilvántartása
- a CEPT archívumának őrzője és a CEPT információinak megfelelő terjesztése

## Feladatai
- közös álláspont kialakítása a postai és távközlési szakterületeket érintő prioritások és célkitűzések terén
- európai szintű állami szakpolitikai elképzelések és szabályozási kérdések felülvizsgálata, beleértve az azonosítógazdálkodást és a rádióspektrum használatát
- Az európai harmonizációs törekvések előmozdítása (többek között a rádióspektrumot és az azonosítógazdálkodást érintően)
- az európai országok gyakorlati együttműködését középpontba helyezve az európai szintű szabályozási törekvések összehangolásának elősegítése
- Közvetítő szerep a tagok és az Európai Bizottság, az EFTA, vagy más releváns európai szervezetek és szakági képviseleti fórumok (iparági szereplők, szolgáltatók, felhasználók, fogyasztóvédelem stb) között
- közös európai javaslat kialakítása, elfogadása és közvetítése az ITU és az UPU felé a távközlési és postai szektorral kapcsolatos kérdésekben
- Előre tekintő javaslatok és forgatókönyvek kidolgozása a jövőbeni szabályozási kihívásokra, különös tekintettel a technológiai és piaci változások vonatkozásában[2]

A szervezet honlapjának elérhetősége: https://www.cept.org/cept/ (angol nyelvű)

## A T/R 61-01 és T/R 61-02 Ajánlások
A CEPT tagállamai megállapodtak abban, hogy egységes rádióamatőr képzési és vizsgáztatási rendszert (Harmonized Amateur Radio Examination Certificate = HAREC) vezetnek be, és a HAREC alapú amatőrvizsgát kölcsönösen elismerik. A T/R 61-02 Ajánlás a HAREC vizsga követelményeit tartalmazza.
Ugyancsak megállapodtak abban, hogy azoknak a rádióamatőröknek, akik a T/R 61-02 ajánlás szerinti HAREC vizsgát tettek, a tagállamok CEPT kategóriájú amatőr rádióengedélyt állíthatnak ki, és az ilyen engedéllyel rendelkező amatőrök egymás országaiban tett rövid látogatásaik alkalmával – a vendéglátó ország szabályait betartva – minden további előzetes engedély beszerzése nélkül forgalmazhatnak. Mindezt a T/R 61-01 Ajánlás tartalmazza.